# Blygrå tangara
Ej att förväxla med blygrå frötangara (Sporophila plumbea).
Blygrå tangara (Geospizopsis unicolor) är en fågel i familjen tangaror inom ordningen tättingar.

## Utseende
Blygrå tangara är en liten finkliknande fågel, med hos hanen helt blågrå fjäderdräkt. Honan är brun och streckad i norra delen av utbredningsområdet, gråare och svagare streckad i syd. Båda könen har matt skäraktiga ben. 

## Utbredning och systematik
Blygrå tangara förekommer i Sydamerika. Den delas in i sex underarter med följande utbredning:
- Geospizopsis unicolor nivaria – nordöstra Colombia (Sierra Nevada de Santa Marta) och Anderna i nordvästra Venezuela
- Geospizopsis unicolor geospizopsis – östra och centrala Anderna i Colombia och Ecuador
- Geospizopsis unicolor inca – Anderna i Peru till västra Bolivia (La Paz)
- Geospizopsis unicolor unicolor – Anderna i sydvästra Peru (Tacna) till södra Chile och västra Argentina
- Geospizopsis unicolor tucumana – Anderna i Bolivia och nordvästra Argentina
- Geospizopsis unicolor ultima – bergen i södra Argentina (Tierra del Fuego)

Vissa urskiljer även underarten cyanea med utbredning i höglänta områden i Córdoba i norra centrala Argentina.

### Släktestillhörighet
Denna art och närbesläktade askbröstad tangara placerades tidigare i Phrygilus. DNA-studier visar dock att de endast är avlägset släkt och snarare står nära Haplospiza. Dessa urskiljs därför allt oftare i ett eget släkte, Geospizopsis.

## Familjetillhörighet
Liksom andra finkliknande tangaror placerades denna art tidigare i familjen Emberizidae. Genetiska studier visar dock att den är en del av tangarorna.

## Levnadssätt
Blygrå tangara hittas i öppna områden över 3000 meters höjd, i södra delar av utbredningsområdet dock mycket lägre. Den uppträder i småflockar, ibland med andra finkliknande fåglar, på marken i gräsmarker och öppna klippiga områden.

## Status
Arten har ett stort utbredningsområde och beståndet anses stabilt. Internationella naturvårdsunionen IUCN listar den därför som livskraftig (LC).